# Pomilio PE
Il Pomilio PE fu un aereo da ricognizione monomotore biplano sviluppato dall'azienda aeronautica italiana Fabbrica Aeroplani Ing. O. Pomilio e utilizzato principalmente dal Corpo Aeronautico Militare del Regio Esercito durante la prima guerra mondiale.
Sviluppo dell'originario Pomilio PC, fu l'unica variante ad essere prodotta in grande serie sia in Italia, sia negli Stati Uniti d'America. In Nord America, dove i fratelli Pomilio avevano trasferita la loro attività nel 1919, i velivoli erano equipaggiati con motori Liberty L-12.

## Impiego operativo
La 134ª Squadriglia il 7 dicembre 1917 bombarda e mitraglia con 3 aerei truppe a Gallio (Italia) ma sono attaccati da 3 caccia Albatros D.III di Julius Arigi, Josef Kiss e dell'altro Asso dell'aviazione Josef von Maier (7 vittorie) e 2 PE devono rientrare in emergenza.
La 112ª Squadriglia li riceve dal dicembre 1917.
La 139ª Squadriglia il 14 dicembre ne ha uno.
La 133ª Squadriglia il 1º gennaio 1918 dispone di 5 PE.
La 132ª Squadriglia al 5 gennaio 1918 dopo un bombardamento aereo al campo di Casoni rimane con un solo PE operativo. Poi ne riceve altri 6.
La 135ª Squadriglia il 13 febbraio 1918 dispone di 6 PE.
La 23ª Squadriglia inizia a riceverli dal febbraio 1918 ma li utilizza operativamente solo dal mese di ottobre quando ne ha 11.
La 131ª Squadriglia il 25 marzo 1918 ha il PE del Ten. osservatore Orazio Brizio Soletti e del Serg. Renzo Baudino attaccato da 6 caccia ed abbattuto dall'Albatros D.III dell'Asso dell'aviazione Godwin Brumowski. In primavera dispone di 10 PE.
La 136ª Squadriglia si attiva il 25 aprile 1918 con 10 PE ed al 4 novembre ne ha 11.
La 116ª Squadriglia a maggio 1918 riceve 7 esemplari ed al 4 novembre 1918 ne ha 8.
La 48ª Squadriglia riceve i primi PE a fine maggio 1918.
La 31ª Squadriglia il 28 giugno 1918 dispone di 7 esemplari.
La 28ª Squadriglia riceve i primi 2 PE il 5 luglio 1918 ed altri 18 PE arrivano nello stesso mese.
La 27ª Squadriglia riceve 5 esemplari il 12 luglio 1918 ed al 4 novembre 1918 dispone di 7 PE operativi.
La 32ª Squadriglia nel luglio 1918 passa ai PE restando al 4 novembre con 7 PE operativi.
La 114ª Squadriglia inizia il passaggio sui PE nel luglio 1918 ed in ottobre dispone di 11 Pomilio.
La 118ª Squadriglia inizia il passaggio sui PE nel luglio 1918.
La 61ª Squadriglia riceve il primo Pomilio P il 12 luglio 1918 ed al 4 novembre ha 4 PE operativi.
La 36ª Squadriglia dalla metà di luglio 1918 passa su 11 PE restando al 4 novembre con 8 esemplari operativi.
La 38ª Squadriglia a luglio 1918 ne ha 9.
La 117ª Squadriglia nell'estate 1918 ne ha 10 ed il 14 luglio si scioglie.
La 26ª Squadriglia dispone di 2 esemplari nell'agosto 1918, in settembre ne riceve altri 2 ed al 4 novembre ne ha 7 operativi.
La 111ª Squadriglia dal 7 settembre riceve il primo dei 12 esemplari. Poi i PE saranno 14 e 2 PE a doppio comando (sviluppo del PD).
La 85ª Squadriglia da settembre ne ha una Sezione con 2 esemplari.
La 22ª Squadriglia ne aveva 7 esemplari.
La 120ª Squadriglia il 29 ottobre 1918 un PE ha un incidente di volo ed il 4 novembre dispone di 4 PE operativi.

## Utilizzatori
Italia
- Corpo Aeronautico Militare

 Stati Uniti
- United States Army Air Service